# Uttarkashi
Uttarkashi (Hindi उत्तरकाशी) ist eine Kleinstadt im indischen Bundesstaat Uttarakhand.
Die Stadt ist Hauptstadt des Distrikts Uttarkashi. Uttarkashi hat den Status einer Nagar Palika Parishad. Die Stadt ist in 9 Wards gegliedert. Sie hatte am Stichtag der Volkszählung 2011 insgesamt 17.475 Einwohner, von denen 9601 Männer und 7874 Frauen waren. Hindus bilden mit einem Anteil von ca. 94 % die größte Gruppe der Bevölkerung in der Stadt gefolgt von Muslimen mit ca. 5 %. Die Alphabetisierungsrate lag 2011 bei 90,36 %.
In Uttarkashi gibt es eine Reihe von Ashrams und Tempeln sowie dem Nehru Institute of Mountaineering. Der Name der Stadt bringt ihre Lage nördlich der Stadt Kashi (Varanasi) zum Ausdruck. Die Stadt liegt wie Varanasi am Ganges.